# Faculdade de Direito da Pontifícia Universidade Católica de São Paulo
A Faculdade de Direito é uma unidade acadêmica pertencente à Pontifícia Universidade Católica de São Paulo (PUC-SP), responsável pelo ensino, pesquisa, extensão e inovação universitária na área de ciências jurídicas da Universidade. Anteriormente denominada de Faculdade Paulista de Direito, está sediada no bairro de Perdizes, em São Paulo, oferecendo cursos de graduação e pós-graduação no campus Monte Alegre (Perdizes).
É dirigida atualmente pelo Professor Vidal Serrano Nunes Júnior, tendo como vice-diretora a Professora Julcira Maria de Mello Vianna.
Fundada aos 8 de janeiro de 1946, oficializou-se aos 22 de agosto desse mesmo ano formando a PUC-SP com a antiga Faculdade de Filosofia, Ciências e Letras (a atual FAFICLA).
Em 1999, a Faculdade Paulista de Direito criou o escritório modelo Dom Paulo Evaristo Arns, com o propósito de dar assistência jurídica à população de baixa renda através da Coordenação Acadêmica de professores e dos estudantes da unidade.
Nos rankings de faculdades da Ordem dos Advogados do Brasil, concursos de ingresso às carreiras da magistratura e do ministério público, a Faculdade Paulista de Direito tem oscilado entre as primeiras colocações nos últimos anos.

## Centro Acadêmico 22 de Agosto
O Centro Acadêmico (C.A.) "22 de Agosto" é a entidade representativa dos estudantes da Faculdade de Direito da Pontifícia Universidade Católica de São Paulo.
O nome da entidade foi proposto pelo acadêmico José Ely Vianna Coutinho em homenagem à data de oficialização da PUC-SP. Havia outras propostas, entretanto, "22 de Agosto" venceu, por votação e em grande maioria.
Teve grande participação na luta contra a ditadura.
A Faculdade de Direito da PUC-SP se encontra no campus sede, localizado em Perdizes, assim, como o Centro Acadêmico "22 de Agosto". Este teve seu primeiro endereço no porão de uma casa no antigo campo de futebol, onde hoje é o prédio novo. Na década de 1960, o C.A ganhou uma nova sede social no prédio anexo da PUC, na Rua Monte Alegre, onde hoje funciona a Diretoria da Faculdade de Filosofia. Depois foi transferido para um sobrado na esquina da Rua Cardoso de Almeida com a Rua Bartira, onde hoje é um posto de gasolina.
Atualmente, o espaço físico do C.A. se localiza dentro do campus sede da Universidade, no térreo do prédio velho.

## Pessoas ligadas à faculdade

### Diretores
- 2021-2025 - Vidal Serrano Nunes Júnior
- 2017-2021 - Pedro Paulo Teixeira Manus
- 2013-2017 - Pedro Paulo Teixeira Manus
- 2009-2013 - Marcelo Fausto Figueiredo Santos
- 2005-2009 - Marcelo Fausto Figueiredo Santos
- 2001-2005 - Dirceu de Mello
- 1997-2001 - Celso Antonio Pacheco Fiorillo
- 1989-1997 - Elizabeth Nazar Carrazza
- 1981-1989 - Pedro Augusto da Cunha
- 1972-1981 - Hermínio Alberto Marques Porto
- 1968-1972 - João Bernardino Garcia Gonzaga
- 1964-1968 - Paulo Bonilha
- 1950-1964 - Agostinho Neves de Arruda Alvim
- 1946-1950 - Alexandre Correia[1][2]